# Peloscolex aculeatus
Peloscolex aculeatus är en ringmaskart som beskrevs av Cook 1970. Peloscolex aculeatus ingår i släktet Peloscolex och familjen glattmaskar. Inga underarter finns listade i Catalogue of Life.